# Coniopteryx nigeriana
Coniopteryx nigeriana är en insektsart som beskrevs av Meinander 1975. Coniopteryx nigeriana ingår i släktet Coniopteryx och familjen vaxsländor. Inga underarter finns listade i Catalogue of Life.